# Apamea boursini
Apamea boursini är en fjärilsart som beskrevs av Powell och Charles E. Rungs 1952. Apamea boursini ingår i släktet Apamea och familjen nattflyn. Inga underarter finns listade i Catalogue of Life.